# Brigitte Burrichter
Brigitte Burrichter (* 19. Januar 1958 in Biberach an der Riß) ist eine deutsche Romanistin.

## Leben
Sie studierte Romanistik, Geographie und Erziehungswissenschaft in Bochum und Lille. Nach der Promotion 1994 in Konstanz und der Habilitation 2002 in Konstanz hatte sie von 2006 bis 2024 den Lehrstuhl für Französische und Italienische Literaturwissenschaft der Universität Würzburg inne. Seit 2024 ist sie Seniorprofessorin der Philosophischen Fakultät am Neuphilologischen Institut – Moderne Fremdsprachen in Würzburg.
Ihre Forschungsinteressen sind italienische und französische Literatur des Mittelalters und der Renaissance, französische Klassik, französische Literatur der Gegenwart (bes. nouveau roman), frankophone Literatur des subsaharischen Afrika, Erzähltheorie, Kulturwissenschaft und Komparatistik. 
Burrichter war von 2011 bis 2013 Vorsitzende des Deutschen Romanistikverbandes.

## Schriften (Auswahl)
- Wahrheit und Fiktion. Der Status der Fiktionalität in der Artusliteratur des 12. Jahrhunderts. Fink, München 1996, ISBN 3-7705-3133-7.
- Erzählte Labyrinthe und labyrinthisches Erzählen in Mittelalter und Renaissance. Böhlau, Köln 2003, ISBN 3-412-14502-5.